# Округ Крофорд (Мисури)
Округ Крофорд (енгл. Crawford County) је округ у америчкој савезној држави Мисури.

## Демографија
По попису из 2010. године број становника је 24.696, што је 1.892 (8,3%) становника више него 2000. године.
| Група             | 2000.          | 2010.          |
| Белци             | 22.281 (97,7%) | 23.804 (96,4%) |
| Афроамериканци    | 33 (0,1%)      | 67 (0,3%)      |
| Азијати           | 30 (0,1%)      | 73 (0,3%)      |
| Хиспаноамериканци | 176 (0,8%)     | 365 (1,5%)     |
| Укупно            | 22.804         | 24.696         |